# Карбония-Иглесиас
Карбония-Иглесиас (на италиански: Provincia di Carbonia-Iglesias) беше провинция на остров Сардиния.
Имаше площ 1495 km² и население 131 074 души (2007). Административни центрове са градовете Карбония и Иглесиас.

## Административно деление
Провинцията се състои от 23 общини:
- Иглесиас
- Карбония
- Буджеру
- Виламасарджа
- Вилаперучо
- Гонеза
- Джиба
- Домусновас
- Калазета
- Карлофорте
- Мазаинас
- Музей
- Наркао
- Нуксис
- Пердаксиус
- Пишинас
- Портоскузо
- Сан Джовани Суерджу
- Сант'Ана Арези
- Сант'Антиоко
- Сантади
- Траталиас
- Флуминимаджоре